# Gynacantha usambarica
Gynacantha usambarica är en trollsländeart som beskrevs av Sjöstedt 1909. Gynacantha usambarica ingår i släktet Gynacantha och familjen mosaiktrollsländor. IUCN kategoriserar arten globalt som livskraftig. Inga underarter finns listade i Catalogue of Life.